# 2 Samodzielny Dywizjon Wojskowej Straży Granicznej
2 Samodzielny Dywizjon Wojskowej Straży Granicznej – jednostka organizacyjna Wojskowej Straży Granicznej w II Rzeczypospolitej.

## Geneza
Z polecenia dowódcy Straży Granicznej płk. Adolfa Małyszki, w dniu 17 stycznia 1919 przybył do Włocławka rotmistrz Orzanowski z adiutantem porucznikiem Wasiakiem z zadaniem formowania 4 dywizjonu Straży Granicznej. Kancelarię dywizjonu rozlokowano w lokalu prywatnym przy ul. Toruńskiej 10, a żołnierzy lokowano w kamienicy przy ul. Gdańskiej.

26 stycznia przybyło do Włocławka 175 żołnierzy – ochotników z Dąbrowy Górniczej z rtm. Leszukiem i ppor. Macherskim na czele. To oni, jako 1 szwadron dywizjonu wyruszyli na granice i obsadzili 20 kilometrowy odcinek od Zakrzewa do Wisły. We wsi Podgaj utrzymywano łączność z oddziałami wojsk wielkopolskich. W zasadzie szwadron znalazł się w ogniu walk toczonych w ramach Powstania Wielkopolskiego.

2 szwadron rozpoczął formowanie od 2 lutego 1920. Jego dowództwo objął rtm. Sękowski. Szwadron został rozlokowany w obszernych aczkolwiek nieogrzewanych koszarach w Aleksandrowie.
16 marca, na mocy rozkazu Dowództwa Straży Granicznej nr 14§7, dywizjon wszedł w skład 3 pułku Wojskowej Straży Granicznej, jako jego I dywizjon. Już 28 marca zaczął formować się w Aleksandrowie 3 szwadron, a 30 kwietnia, również w Aleksandrowie, szwadron 4.

## Formowanie i zmiany organizacyjne
14 lipca 1919 ukazało się rozporządzenie ministra spraw wojskowych odnośnie do dyslokacji i reorganizacji oddziałów granicznych. 2 samodzielny dywizjon Wojskowej Straży Granicznej powstał z części I dywizjonu 3 pułku Wojskowej Straży Granicznej.
I/3 pułku WSG został wydzielony z macierzystego pułku, przemianowany na 2 samodzielny dywizjon Wojskowej Straży Granicznej i rozlokowany na granicy pruskiej po obu stronach Wisły. Dowództwo 2 dywizjonu stacjonowało we Włocławku, 1 szwadron w Aleksandrowie, 2 szwadron w Służewie, 3 i 4 szwadron na prawym brzegu Wisły.
Dywizjon ochraniał odcinek graniczny od rzeki Ruziec do linii Czajka – Straszewo. Na rzece Ruziec dywizjon graniczył z 2/3 pułku WSG, a jego lewym sąsiadem były oddziały wojskowe frontu wielkopolskiego. Dowództwo dywizjonu przeniesiono się z Aleksandrowa do Włocławka. 1 szwadron, po sformowaniu we Włocławku, rozmieszczony został w Ciechanówku, 2 szwadron w Lubiczu, 3 szwadron w Aleksandrowie Kujawskim, a 4 szwadron w Służewie.
W połowie 1919 Ministerstwo Spraw Wojskowych i Inspektorat Wojskowej Straży Granicznej czyniły przygotowania do przejęcia odcinków granicy na obszarze Pomorza Gdańskiego. 2 samodzielny dywizjon WSG na przełomie 1920/1921 zabezpieczał granicę na odcinku DOG „Łódź” od rzeki Ruziec do miejscowości Czajka.
Otrzymał on 24 stycznia 1921 rozkaz zwinięcia swych pododdziałów i do 1 lutego rozmieszczenia ich w miejscowościach: dowództwo dywizjonu we Włocławku, szwadrony 1 i 2 w Lipnie, 3 i 4 w Aleksandrowie. Ponadto do 2 sdWSG został włączony szwadron szkolny 1 samodzielnego dywizjonu WSG. Z miejscowości tych dywizjon przetransportowano w rejon Tucholi i do Świecia. Tam przeformowany został na 4 pułk Wojskowej Straży Granicznej. Każdy z czterech szwadronów tworzył dodatkowo po jednym szwadronie, dzięki czemu było w sumie osiem szwadronów, czyli dwa dywizjony. Byłe dowództwo 2 samodzielnego dywizjonu WSG przekształciło się w dowództwo 4 pułku WSG. Do pułku tego skierowano pewną liczbę oficerów, a ponadto włączono do niego szwadron szkolny 1 samodzielnego dywizjonu WSG ze Zegrza. Po przeprowadzonej reorganizacji i uzupełnieniu 4 pułk łącznie z batalionem wartowniczym sformowanym przez DOG Pomorze obsadził 6 kwietnia 1920 r. granicę zachodnią na odcinku Morze Bałtyckie–styk granicy z DOG „Poznań”.

## Walki pododdziałów dywizjonu na granicy
Nieustabilizowana sytuacja na granicy powodowała, że w rejonie odpowiedzialności dywizjonu dochodziło do regularnych walk pomiędzy jednostkami niemieckiego grenzschutzu, a polskimi żołnierzami Straży Granicznej

20 maja dywizjon wszedł w skład Front Mazowieckiego jako straż przednia podsektora „Zachód”. 2 szwadron wyszedł na rubież Piniko-Podgaj-Chrusty-Rożno, a pierwszy zagęścił stanowiska w stronę Wisły. 27 maja 2/2 szwadronu powrócił z Lubicza na lewy brzeg Wisły i po krótkim odpoczynku w Aleksandrowie ześrodkował się w Służewie. Tu od razu wszedł w kontakt ogniowy z Niemcami. Niemcy ostrzelali Służew ogniem artylerii, przekroczyli granice i zajęli wysunięte placówki. Placówki zostały przez Polaków odbite.

## Walki 2 samodzielnego dywizjonu Wojskowej Straży Granicznej
Już w styczniu 1919 r. na odcinku Służewo – Aleksandrów – rzeka Wisła zajął stanowiska 1 szwadron ówczesnego 4 dywizjonu Straży Granicznej, trzymając (we wsi Podgaj) łączność z wojskami wielkopolskimi. Oddziały niemieckie, próbujące stłumić prowadzone przez Wielkopolan walki o niepodległość, wielokrotnie przekraczały linię graniczną. Dochodziło do licznych walk o różnym natężeniu. Za każdym razem Niemcy spychani byli przez polskich strażników do linii granicznej, której Polacy jednakże nigdy nie przekraczali. 22 marca 1919 Niemcy w sile około 100 żołnierzy wspartych 2 karabinami maszynowymi napadli na słabo broniony posterunek graniczny w Podgaju. Powiadomiona o napadzie wartownia Służewo podesłała 17 szeregowych pod dowództwem plut. Urbańskiego, którzy wsparli zaatakowany posterunek. Niemcy zostali odrzuceni do granicy, tracąc 13 zabitych i rannych. Polacy nie ponieśli żadnych strat.
Prowokacyjny ostrzał polskich placówek przez Niemców był wówczas tak częstym zjawiskiem, że nie był już nawet zgłaszany przez strażników granicznych wyższemu dowództwu. Również przemytnicy przekraczający granicę ze szmuglowanym towarem mogli liczyć na pomoc wojsk niemieckich. Do jednej z potyczek z przemytnikami doszło 9 maja 1919 w okolicach Lubicza. Ścigający przemytników Polacy zostali ostrzelani z drugiej strony Drwęcy przez Niemców, odpowiedzieli jednakże ogniem w wyniku czego przemytnicy porzucili szmuglowany towar. W maju 1919 r. I dywizjon 3 pułku Wojskowej Straży Granicznej wszedł w skład Frontu Mazowieckiego. Dowódca dywizjonu – rotmistrz Orzanowski – został mianowany dowódcą straży przedniej podsektora „Zachód” i objął odcinek bojowy Pinino – Podgaj – Aleksandrów – rzeka Wisła. Liczba wojska na odcinku tym została zwiększona. 1 szwadron zajął wówczas stanowiska w pobliżu Wisły, 2 szwadron natomiast objął odcinek Pinino – Podgaj – Chrusty – Rożno. Jako rezerwa przybyło wówczas na pogranicze kilka kompanii piechoty.
Dowództwo dywizjonu przeniosło się wówczas do Aleksandrowa, aby być bliżej linii granicznej. Żołnierze okopywali się i budowali stanowiska dla karabinów maszynowych. 17 maja wieczorem Niemcy, w sile 150 żołnierzy, ludzi napadli na posterunek Chrusty. W toku trwającej około godziny walki, do której włączyły się nadesłane ze Służewa i Aleksandrowa posiłki, Niemcy zostali odrzuceni tracąc kilku rannych. Do polskiej niewoli dostał się ranny w nogę niemiecki chorąży. 28 maja przybył z Lubicza do Służewa 2 pluton 2 szwadronu. W tym czasie Niemcy przekroczywszy granicę zajęli polskie okopy. Oddział polski straciwszy kilku zabitych i rannych wycofał się do Służewa. Brawurowy kontratak 2 plutonu dowodzonego przez plut. Kieszkowskiego odebrał utracone okopy i wyrzucił Niemców za granicę. Straty wroga wyniosły 14 zabitych i wielu rannych.
9 lipca 1919 Niemcy poczęli ostrzeliwać z okien gorzelni polskie okopy pod Rożnem. Polski posterunek wobec braku amunicji zaczął wycofywać się. Nadesłane ze Służewa posiłki, w postaci patrolu pod dowództwem kaprala Mazanka, otworzyły ogień do nieprzyjaciela, który wówczas rabował dobytek okolicznych gospodarzy. Przybyły dalsze posiłki z Aleksandrowa i wartowni Pinino (z por. Pietrzykiem i ppor. Berberyuszem), które wyparły Niemców z zajmowanych stanowisk i odrzuciły ich do granicy (straty wroga wyniosły kilku zabitych i kilkunastu rannych). Po stronie polskiej ciężko ranny w gardło został szer. Strzelecki. 10 lipca próbując powetować sobie wcześniejsze niepowodzenia napadli Niemcy na pograniczne Chrusty. Na odsiecz pospieszyły oddziały Wojskowej Straży Granicznej ze Służewa, Pinina i Aleksandrowa. Polaków do ataku poprowadził komendant posterunku Pinino – ppor. Berberyusz. Niemcy nie wytrzymali natarcia i wycofali się za granicę, tracąc kilku rannych. Ppor. Berberyusz opłacił swe bohaterstwo ciężką raną biodra – pod gradem kul wynieśli go z pola walki kapral Krychowski, kapral Betlejewski, szer. Pluta i szer. Grobelski. W następnych dniach lipca szwadrony polskie wyposażone zostały w karabiny maszynowe, co w sposób znaczny przyczyniło się do zmniejszenia liczby prowokacji i napadów ze strony niemieckiej.
1 września 1919 r. ostrzelany został w okolicach Lubicza polski patrol graniczny. W wyniku prowadzonej wymiany ognia rannych zostało dwóch polskich żołnierzy (szer. Skiba i szer. Wypych), lecz udało się stłumić prowadzony przez Niemców ostrzał karabinowy. 14 października niemiecka banda napadła w celach rabunkowych wieś Wygoda, jednakże została powstrzymana przez polskich pograniczników tracąc jednego zabitego. 24 października patrol graniczny zatrzymał w okolicach Lubicza dwóch przemytników, szmuglujących mięso dla żołnierzy niemieckich. Na drugi dzień Niemcy ostrzelali w odwecie polską część Lubicza, raniąc 14 osób cywilnych. W walkach i potyczkach stoczonych w 1919 w obronie polskiej granicy dywizjon stracił 1 zabitego (szer. Władysław Kula) i 12 ciężko rannych. Do niemieckiej niewoli został wzięty szer. Teofil Surowiec, jednakże udało mu się z niej zbiec po ośmiu tygodniach i dołączyć z powrotem do szwadronu.

## Rozmieszczenie dywizjonu
| Rozmieszczenie 2 sdWSG we Włocławku na dzień 15 lipca 1919    | Rozmieszczenie 2 sdWSG we Włocławku na dzień 15 lipca 1919    | Rozmieszczenie 2 sdWSG we Włocławku na dzień 15 lipca 1919    | Rozmieszczenie 2 sdWSG we Włocławku na dzień 15 lipca 1919    | Rozmieszczenie 2 sdWSG we Włocławku na dzień 15 lipca 1919    |
| szwadron                                                      | 1. Ciechocin                                                  | 2. Lubicz                                                     | 3. Aleksandrów                                                | 4. Służewo                                                    |
| Rozmieszczenie 2 sdWSG we Włocławku na dzień 25 stycznia 1920 | Rozmieszczenie 2 sdWSG we Włocławku na dzień 25 stycznia 1920 | Rozmieszczenie 2 sdWSG we Włocławku na dzień 25 stycznia 1920 | Rozmieszczenie 2 sdWSG we Włocławku na dzień 25 stycznia 1920 | Rozmieszczenie 2 sdWSG we Włocławku na dzień 25 stycznia 1920 |
| szwadron                                                      | 1. Ciechocin                                                  | 2. Lubicz                                                     | 3. Aleksandrów                                                | 4. Służewo                                                    |
| ------------------------------------------------------------- | ------------------------------------------------------------- | ------------------------------------------------------------- | ------------------------------------------------------------- | ------------------------------------------------------------- |
| placówka                                                      | Ruziec                                                        | Krobia                                                        | Czerwony Krzyż                                                | Pinino                                                        |
| placówka                                                      | Dulnik                                                        | Lubicz                                                        | Wygoda                                                        | Służewo                                                       |
| placówka                                                      | Młyniec                                                       | Obory                                                         | Aleksandrów                                                   | Ośno                                                          |
| placówka                                                      | Ciechocin                                                     | Osiek                                                         | Aleksandrów                                                   | Rożno                                                         |

## Żołnierze dywizjonu
Stan na dzień 7 września 1919:
- dowódca dywizjonu – rtm. Bronisław Orzanowski[20]
  - adiutant dywizjonu – ppor. Józef Wąsik
  - lekarz – ppor. Mieczysław Flekstrumpf
  - weterynarz – por. Włodzimierz Harassewski
- dowódca 1 szwadronu – ppor. Jan Oleszkiewicz
- dowódca 2 szwadronu – rtm. Hieronim Zadarnowski
- dowódca 3 szwadronu – por. Stanisław Pietrzyk
- dowódca 4 szwadronu – rtm. Wacław Sękowski
- dowódca szkoły podoficerskiej – cz.p.o. ppor. Despot-Mładanewicz

## Przekształcenia
- 4 dywizjon Straży Granicznej → I dywizjon 3 pułku Wojskowej Straży Granicznej → 2 samodzielny dywizjon Wojskowej Straży Granicznej (do 1 II 1920) → 4 pułk Wojskowej Straży Granicznej (do III 1921) → 4 pułk Strzelców Granicznych ↘ rozformowany w grudniu 1920.